# Erik Belshaw
Erik Belshaw (ur. 23 sierpnia 2004 w Steamboat Springs) – amerykański skoczek narciarski. Medalista mistrzostw świata juniorów (2024) oraz mistrzostw kraju.
Skoki narciarskie uprawia również jego starsza siostra, Annika.

## Przebieg kariery
W sierpniu 2019 zadebiutował w FIS Cupie, w zawodach w Ljubnie zajmując 81. miejsce. Wystąpił na Zimowych Igrzyskach Olimpijskich Młodzieży 2020, gdzie zajął 22. miejsce indywidualnie i 6. w sztafecie mieszanej, a także na Mistrzostwach Świata Juniorów 2020, gdzie był 35. indywidualnie i 10. w drużynie.
W październiku 2020 po raz pierwszy zdobył punkty FIS Cupu, zawody w Râșnovie kończąc na 13. pozycji. W styczniu 2021 w Innsbrucku zadebiutował w Pucharze Kontynentalnym, zajmując 55. lokatę. Na Mistrzostwach Świata Juniorów 2021 był 11. w drużynie. Został zgłoszony do startu w seniorskich Mistrzostwach Świata w Narciarstwie Klasycznym 2021, gdzie odpadł w kwalifikacjach do obu konkursów indywidualnych, a w rywalizacji drużynowej zajął z amerykańskim zespołem 10. pozycję.
W grudniu 2021 w Zhangjiakou zdobył pierwsze w karierze punkty Pucharu Kontynentalnego, plasując się na 18. pozycji. W marcu 2022 w Zakopanem wystąpił na Mistrzostwach Świata Juniorów 2022 – indywidualnie był 18., drużynowo 12., a w konkursie drużyn mieszanych 10.
17 grudnia 2022 zadebiutował w Pucharze Świata, zajmując 38. miejsce w zawodach w Engelbergu. Dzień później dzięki zajęciu 24. pozycji na tej samej skoczni po raz pierwszy w karierze zdobył punkty cyklu. W dalszej części sezonu jeszcze dwukrotnie kończył zawody indywidualne PŚ w najlepszej trzydziestce, w obu przypadkach zajmując 26. miejsce. Na Mistrzostwach Świata Juniorów 2023 był 11. indywidualnie, a w obu konkursach drużynowych zajął 10. lokatę. Na seniorskich Mistrzostwach Świata w Narciarstwie Klasycznym 2023 indywidualnie zajął 42. miejsce na skoczni normalnej i 26. na dużej, a w drużynie męskiej zajął 8. pozycję.
Regularnie występował w zawodach Pucharu Świata 2023/2024. Do końca stycznia 2024 dwukrotnie zdobył punkty cyklu. Wystąpił na Mistrzostwach Świata w Lotach Narciarskich 2024, gdzie zajął 36. miejsce w konkursie indywidualnym i 9. w drużynie. Na Mistrzostwach Świata Juniorów 2024 zdobył srebrny medal indywidualnie, a także zajął 6. miejsce w konkursie drużynowym mężczyzn i 5. lokatę w mikście. Po powrocie do Pucharu Świata w połowie lutego 2024 regularnie zajmował punktowane lokaty. Trzykrotnie poprawiał swój najlepszy wynik w cyklu, za każdym razem na skoczniach mamucich: 24 i 25 lutego w Oberstdorfie zajmował kolejno 18. i 12. pozycję, a konkurs w Planicy 22 marca ukończył na 8. miejscu. Na skoczni dużej najwyżej klasyfikowany był 3 marca w Lahti, na 15. pozycji. W klasyfikacji generalnej sezon Pucharu Świata ukończył na 35. miejscu ze 137 punktami.
14 września 2024 zdobył pierwsze punkty Letniego Grand Prix, zajmując 18. pozycję w zawodach w Wiśle. W sezonie 2024/2025 Pucharu Świata punkty zdobył czterokrotnie, a najwyżej sklasyfikowany był na 18. lokacie, 1 lutego 2025 w Willingen. Wystąpił na Mistrzostwach Świata w Narciarstwie Klasycznym 2025 w Trondheim, gdzie zajął 25. miejsce na skoczni normalnej i 41. na dużej indywidualnie oraz 8. w drużynie męskiej.
Stawał na podium mistrzostw Stanów Zjednoczonych. W 2022 zdobył srebrny medal na skoczni dużej oraz brązowy na skoczni normalnej, w 2023 złoty na obu obiektach, a w 2024 srebrny na skoczni normalnej.

## Mistrzostwa świata

### Indywidualnie
| 2021 Oberstdorf | – | nie zakwalifikował się (K-95), nie zakwalifikował się (K-120) |
| 2023 Planica    | – | 42. miejsce (K-95), 26. miejsce (K-125)                       |
| 2025 Trondheim  | – | 25. miejsce (K-94), 41. miejsce (K-124)                       |

### Drużynowo
| 2021 Oberstdorf | – | 10. miejsce (K-120) |
| 2023 Planica    | – | 8. miejsce (K-125)  |
| 2025 Trondheim  | – | 8. miejsce (K-124)  |

### Starty E. Belshawa na mistrzostwach świata – szczegółowo
| Miejsce | Dzień     | Rok  | Miejscowość | Skocznia            | Punkt K | HS     | Konkurs  | Skok 1  | Skok 2  | Nota                  | Strata                  | Zwycięzca               |
| ------- | --------- | ---- | ----------- | ------------------- | ------- | ------ | -------- | ------- | ------- | --------------------- | ----------------------- | ----------------------- |
| NQ      | 27 lutego | 2021 | Oberstdorf  | Schattenbergschanze | K-95    | HS-106 | indywid. | 78,0 m  | 78,0 m  | 82,1 pkt              | Nie zakwalifikował się. | Nie zakwalifikował się. |
| NQ      | 5 marca   | 2021 | Oberstdorf  | Schattenbergschanze | K-120   | HS-137 | indywid. | 92,5 m  | 92,5 m  | 64,3 pkt              | Nie zakwalifikował się. | Nie zakwalifikował się. |
| 10.     | 6 marca   | 2021 | Oberstdorf  | Schattenbergschanze | K-120   | HS-137 | druż.    | 90,0 m  | –       | 237,4 pkt (41,3 pkt)  | 809,2 pkt               | Niemcy                  |
| 42.     | 25 lutego | 2023 | Planica     | Srednja skakalnica  | K-95    | HS-102 | indywid. | 92,0 m  | –       | 106,6 pkt             | 155,2 pkt               | Piotr Żyła              |
| 26.     | 3 marca   | 2023 | Planica     | Bloudkova velikanka | K-125   | HS-138 | indywid. | 126,0 m | 127,5 m | 237,6 pkt             | 49,9 pkt                | Timi Zajc               |
| 8.      | 4 marca   | 2023 | Planica     | Bloudkova velikanka | K-125   | HS-138 | druż.    | 126,5 m | 129,0 m | 975,4 pkt (271,6 pkt) | 203,5 pkt               | Słowenia                |
| 25.     | 2 marca   | 2025 | Trondheim   | Granåsen            | K-94    | HS-102 | indywid. | 100,0 m | 95,5 m  | 219,7 pkt             | 45,8 pkt                | Marius Lindvik          |
| 8.      | 6 marca   | 2025 | Trondheim   | Granåsen            | K-124   | HS-138 | druż.    | 121,0 m | 119,0 m | 888,6 pkt (213,6 pkt) | 192,2 pkt               | Słowenia                |
| 41.     | 8 marca   | 2025 | Trondheim   | Granåsen            | K-124   | HS-138 | indywid. | 118,0 m | –       | 101,3 pkt             | 200,5 pkt               | Domen Prevc             |

## Mistrzostwa świata w lotach

### Indywidualnie
| 2024 Tauplitz | – | 36. miejsce |

### Drużynowo
| 2024 Tauplitz | – | 9. miejsce |

### Starty E. Belshawa na mistrzostwach świata w lotach – szczegółowo
| Miejsce | Dzień          | Rok  | Miejscowość | Skocznia | Punkt K | HS     | Konkurs  | Skok 1  | Skok 2  | Skok 3 | Skok 4 | Nota                  | Strata    | Zwycięzca    |
| ------- | -------------- | ---- | ----------- | -------- | ------- | ------ | -------- | ------- | ------- | ------ | ------ | --------------------- | --------- | ------------ |
| 36.     | 26–27 stycznia | 2024 | Tauplitz    | Kulm     | K-200   | HS-235 | indywid. | 191,5 m | –       | –      | –      | 127,0 pkt             | 520,4 pkt | Stefan Kraft |
| 9.      | 28 stycznia    | 2024 | Tauplitz    | Kulm     | K-200   | HS-235 | druż.    | 207,5 m | 207,5 m | –      | –      | 647,2 pkt (185,1 pkt) | 968,2 pkt | Słowenia     |

## Mistrzostwa świata juniorów

### Indywidualnie
| 2020 Oberwiesenthal | – | 35. miejsce     |
| 2021 Lahti          | – | nie wystartował |
| 2022 Zakopane       | – | 18. miejsce     |
| 2023 Whistler       | – | 11. miejsce     |
| 2024 Planica        | – | srebrny medal   |

### Drużynowo
| 2020 Oberwiesenthal | – | 10. miejsce                                 |
| 2021 Lahti          | – | 11. miejsce                                 |
| 2022 Zakopane       | – | 12. miejsce, 10. miejsce (drużyna mieszana) |
| 2023 Whistler       | – | 10. miejsce, 10. miejsce (drużyna mieszana) |
| 2024 Planica        | – | 6. miejsce, 5. miejsce (drużyna mieszana)   |

### Starty E. Belshawa na mistrzostwach świata juniorów – szczegółowo
| Miejsce | Dzień     | Rok  | Miejscowość    | Skocznia              | Punkt K | HS     | Konkurs      | Skok 1 | Skok 2  | Nota                  | Strata    | Zwycięzca         |
| ------- | --------- | ---- | -------------- | --------------------- | ------- | ------ | ------------ | ------ | ------- | --------------------- | --------- | ----------------- |
| 35.     | 5 marca   | 2020 | Oberwiesenthal | Fichtelbergschanzen   | K-95    | HS-105 | indywid.     | 93,0 m | –       | 87,0 pkt              | 151,3 pkt | Peter Resinger    |
| 10.     | 7 marca   | 2020 | Oberwiesenthal | Fichtelbergschanzen   | K-95    | HS-105 | druż.        | 83,0 m | –       | 282,5 pkt (69,4 pkt)  | 617,8 pkt | Słowenia          |
| DNS     | 11 lutego | 2021 | Lahti          | Salpausselkä          | K-90    | HS-100 | indywid.     | DNS    | DNS     | DNS                   | DNS       | Niklas Bachlinger |
| 11.     | 12 lutego | 2021 | Lahti          | Salpausselkä          | K-90    | HS-100 | druż.        | 85,5 m | –       | 338,7 pkt (102,5 pkt) | 647,5 pkt | Austria           |
| 18.     | 3 marca   | 2022 | Zakopane       | Średnia Krokiew       | K-95    | HS-105 | indywid.     | 97,0 m | 92,5 m  | 252,3 pkt             | 59,2 pkt  | Daniel Tschofenig |
| 12.     | 5 marca   | 2022 | Zakopane       | Średnia Krokiew       | K-95    | HS-105 | druż.        | 93,5 m | –       | 288,0 pkt (111,8 pkt) | 750,5 pkt | Austria           |
| 10.     | 6 marca   | 2022 | Zakopane       | Średnia Krokiew       | K-95    | HS-105 | druż. miesz. | 86,5 m | –       | 257,1 pkt (86,2 pkt)  | 627,3 pkt | Austria           |
| 11.     | 2 lutego  | 2023 | Whistler       | Whistler Olympic Park | K-95    | HS-104 | indywid.     | 87,0 m | 91,5 m  | 233,8 pkt             | 24,1 pkt  | Vilho Palosaari   |
| 10.     | 4 lutego  | 2023 | Whistler       | Whistler Olympic Park | K-95    | HS-104 | druż.        | 95,0 m | –       | 328,0 pkt (119,4 pkt) | 644,5 pkt | Austria           |
| 10.     | 5 lutego  | 2023 | Whistler       | Whistler Olympic Park | K-95    | HS-104 | druż. miesz. | 89,5 m | –       | 367,1 pkt (101,3 pkt) | 553,1 pkt | Słowenia          |
| 2.      | 8 lutego  | 2024 | Planica        | Srednja skakalnica    | K-95    | HS-102 | indywid.     | 94,5 m | 104,5 m | 265,9 pkt             | 0,8 pkt   | Stephan Embacher  |
| 6.      | 10 lutego | 2024 | Planica        | Srednja skakalnica    | K-95    | HS-102 | druż.        | 93,5 m | 98,0 m  | 830,3 pkt (238,2 pkt) | 104,0 pkt | Austria           |
| 5.      | 11 lutego | 2024 | Planica        | Srednja skakalnica    | K-95    | HS-102 | druż. miesz. | 98,5 m | 97,0 m  | 873,2 pkt (254,2 pkt) | 57,0 pkt  | Austria           |

## Igrzyska olimpijskie młodzieży

### Indywidualnie
| 2020 Lozanna/ Prémanon | – | 22. miejsce |

### Drużynowo
| 2020 Lozanna/ Prémanon | – | 6. miejsce (sztafeta mieszana) |

### Starty E. Belshawa na igrzyskach olimpijskich młodzieży – szczegółowo
| Miejsce | Dzień       | Rok  | Miejscowość | Skocznia   | Punkt K | HS    | Konkurs       | Skok 1 | Skok 2 | Nota                 | Strata             | Zwycięzca       |
| ------- | ----------- | ---- | ----------- | ---------- | ------- | ----- | ------------- | ------ | ------ | -------------------- | ------------------ | --------------- |
| 22.     | 19 stycznia | 2020 | Prémanon    | Les Tuffes | K-81    | HS-90 | indywid.      | 82,0 m | 75,5 m | 196,0 pkt            | 61,7 pkt           | Marco Wörgötter |
| 6.      | 22 stycznia | 2020 | Prémanon    | Les Tuffes | K-81    | HS-90 | sztaf. miesz. | 72,0 m | –      | 385,6 pkt (98,6 pkt) | 99,7 pkt (+3:24,9) | Norwegia        |

## Puchar Świata

### Miejsca w klasyfikacji generalnej
| Sezon     | Miejsce |
| --------- | ------- |
| 2022/2023 | 58.     |
| 2023/2024 | 35.     |
| 2024/2025 | 51.     |

### Miejsca w poszczególnych konkursach indywidualnychPucharu Świata
stan po zakończeniu sezonu 2024/2025
| Źródło | Źródło            | Źródło           | Źródło            | Źródło                 | Źródło                 | Źródło                 | Źródło                 | Źródło           | Źródło                       | Źródło           | Źródło                       | Źródło          | Źródło              | Źródło          | Źródło           | Źródło                | Źródło                | Źródło          | Źródło            | Źródło            | Źródło            | Źródło        | Źródło      | Źródło          | Źródło            | Źródło            | Źródło          | Źródło          | Źródło          | Źródło        | Źródło        | Źródło | Źródło | Źródło | Źródło | Źródło | Źródło | Źródło | Źródło | Źródło | Źródło | Źródło | Źródło | Źródło | Źródło | Źródło | Źródło | Źródło | Źródło |        |
| --- | ----------------- | ---------------- | ----------------- | ---------------------- | ---------------------- | ---------------------- | ---------------------- | ---------------- | ---------------------------- | ---------------- | ---------------------------- | --------------- | ------------------- | --------------- | ---------------- | --------------------- | --------------------- | --------------- | ----------------- | ----------------- | ----------------- | ------------- | ----------- | --------------- | ----------------- | ----------------- | --------------- | --------------- | --------------- | ------------- | ------------- | ------ | ------ | ------ | ------ | ------ | ------ | ------ | ------ | ------ | ------ | ------ | ------ | ------ | ------ | ------ | ------ | ------ | ------ | ------ |
| Sezon 2022/2023 |                   |                  |                   |                        |                        |                        |                        |                  |                              |                  |                              |                 |                     |                 |                  |                       |                       |                 |                   |                   |                   |               |             |                 |                   |                   |                 |                 |                 |               |               |        |        |        |        |        |        |        |        |        |        |        |        |        |        |        |        |        |        |        |
| Wisła HS134 | Wisła HS134       | Ruka HS142       | Ruka HS142        | Titisee-Neustadt HS142 | Titisee-Neustadt HS142 | Engelberg HS140        | Engelberg HS140        | Oberstdorf HS137 | Garmisch-Partenkirchen HS142 | Innsbruck HS128  | Bischofshofen HS142          | Zakopane HS140  | Sapporo HS137       | Sapporo HS137   | Sapporo HS137    | Bad Mitterndorf HS235 | Bad Mitterndorf HS235 | Willingen HS147 | Willingen HS147   | Lake Placid HS128 | Lake Placid HS128 | Râșnov HS97   | Oslo HS134  | Oslo HS134      | Lillehammer HS140 | Lillehammer HS140 | Vikersund HS240 | Vikersund HS240 | Lahti HS130     | Planica HS240 | Planica HS240 | punkty |        |        |        |        |        |        |        |        |        |        |        |        |        |        |        |        |        |        |
| - | -                 | -                | -                 | -                      | -                      | 38                     | 24                     | 26               | q                            | 47               | q                            | 48              | -                   | -               | -                | -                     | -                     | -               | -                 | q                 | 47                | -             | 42          | q               | -                 | 36                | q               | q               | 26              | q             | -             | 17     |        |        |        |        |        |        |        |        |        |        |        |        |        |        |        |        |        |        |
| Sezon 2023/2024 |                   |                  |                   |                        |                        |                        |                        |                  |                              |                  |                              |                 |                     |                 |                  |                       |                       |                 |                   |                   |                   |               |             |                 |                   |                   |                 |                 |                 |               |               |        |        |        |        |        |        |        |        |        |        |        |        |        |        |        |        |        |        |        |
| Ruka HS142 | Ruka HS142        | Lillehammer HS98 | Lillehammer HS140 | Klingenthal HS140      | Klingenthal HS140      | Engelberg HS140        | Engelberg HS140        | Oberstdorf HS137 | Garmisch-Partenkirchen HS142 | Innsbruck HS128  | Bischofshofen HS142          | Wisła HS134     | Zakopane HS140      | Willingen HS147 | Willingen HS147  | Lake Placid HS128     | Lake Placid HS128     | Sapporo HS137   | Sapporo HS137     | Oberstdorf HS235  | Oberstdorf HS235  | Lahti HS130   | Lahti HS130 | Oslo HS134      | Oslo HS134        | Trondheim HS105   | Trondheim HS140 | Vikersund HS240 | Vikersund HS240 | Planica HS240 | Planica HS240 | punkty | punkty | punkty | punkty | punkty | punkty | punkty | punkty | punkty | punkty | punkty | punkty | punkty | punkty | punkty | punkty | punkty | punkty | punkty |
| 42 | 24                | q                | q                 | 36                     | q                      | 43                     | 47                     | 31               | 36                           | 38               | 41                           | 29              | q                   | -               | -                | -                     | -                     | 26              | 27                | 18                | 12                | 24            | 15          | 33              | 33                | 28                | 24              | 30              | 27              | 8             | 17            | 137    | 137    | 137    | 137    | 137    | 137    | 137    | 137    | 137    | 137    | 137    | 137    | 137    | 137    | 137    | 137    | 137    | 137    | 137    |
| Sezon 2024/2025 |                   |                  |                   |                        |                        |                        |                        |                  |                              |                  |                              |                 |                     |                 |                  |                       |                       |                 |                   |                   |                   |               |             |                 |                   |                   |                 |                 |                 |               |               |        |        |        |        |        |        |        |        |        |        |        |        |        |        |        |        |        |        |        |
| Lillehammer HS140 | Lillehammer HS140 | Ruka HS142       | Ruka HS142        | Wisła HS134            | Wisła HS134            | Titisee-Neustadt HS142 | Titisee-Neustadt HS142 | Engelberg HS140  | Engelberg HS140              | Oberstdorf HS137 | Garmisch-Partenkirchen HS142 | Innsbruck HS128 | Bischofshofen HS142 | Zakopane HS140  | Oberstdorf HS235 | Oberstdorf HS235      | Willingen HS147       | Willingen HS147 | Lake Placid HS128 | Lake Placid HS128 | Sapporo HS137     | Sapporo HS137 | Oslo HS134  | Vikersund HS240 | Vikersund HS240   | Lahti HS130       | Planica HS240   | Planica HS240   | punkty          | punkty        | punkty        | punkty | punkty | punkty |        |        |        |        |        |        |        |        |        |        |        |        |        |        |        |        |
| 37 | q                 | q                | -                 | -                      | -                      | 31                     | 42                     | 47               | q                            | -                | -                            | -               | -                   | 34              | q                | 30                    | 18                    | 21              | 29                | 39                | 34                | 36            | 43          | -               | -                 | -                 | -               | -               | 26              | 26            | 26            | 26     | 26     | 26     |        |        |        |        |        |        |        |        |        |        |        |        |        |        |        |        |
| Legenda |                   |                  |                   |                        |                        |                        |                        |                  |                              |                  |                              |                 |                     |                 |                  |                       |                       |                 |                   |                   |                   |               |             |                 |                   |                   |                 |                 |                 |               |               |        |        |        |        |        |        |        |        |        |        |        |        |        |        |        |        |        |        |        |
| 1 2 3 4-10 11-30 poniżej 30 dq – dyskwalifikacja q – dyskwalifikacja w kwalifikacjach q – zawodnik nie zakwalifikował się - – zawodnik nie wystartował |                   |                  |                   |                        |                        |                        |                        |                  |                              |                  |                              |                 |                     |                 |                  |                       |                       |                 |                   |                   |                   |               |             |                 |                   |                   |                 |                 |                 |               |               |        |        |        |        |        |        |        |        |        |        |        |        |        |        |        |        |        |        |        |

### Miejsca w poszczególnych konkursach drużynowych Pucharu Świata
stan po zakończeniu sezonu 2024/2025
| Źródło                                                                          | Źródło          | Źródło          | Źródło                         | Źródło                         | Źródło                  | Źródło                    | Źródło                    | Źródło              | Źródło        |
| ------------------------------------------------------------------------------- | --------------- | --------------- | ------------------------------ | ------------------------------ | ----------------------- | ------------------------- | ------------------------- | ------------------- | ------------- |
| Sezon 2022/2023                                                                 | Sezon 2022/2023 | Sezon 2022/2023 | Titisee-Neustadt HS142 (mikst) | Zakopane HS140                 | Willingen HS147 (mikst) | Lake Placid HS128 (duety) | Râșnov HS97 (duety)       | Lahti HS130         | Planica HS240 |
| Sezon 2022/2023                                                                 | Sezon 2022/2023 | Sezon 2022/2023 | -                              | 7                              | -                       | -                         | -                         | 9                   | 8             |
| Sezon 2023/2024                                                                 | Sezon 2023/2024 | Sezon 2023/2024 | Sezon 2023/2024                | Wisła HS134 (duety)            | Zakopane HS140          | Lake Placid HS128 (duety) | Oberstdorf HS235 (duety)  | Lahti HS130         | Planica HS240 |
| Sezon 2023/2024                                                                 | Sezon 2023/2024 | Sezon 2023/2024 | Sezon 2023/2024                | 7                              | 9                       | -                         | 7                         | 8                   | 7             |
| Sezon 2024/2025                                                                 | Sezon 2024/2025 | Sezon 2024/2025 | Lillehammer HS140 (mikst)      | Titisee-Neustadt HS142 (duety) | Zakopane HS140          | Willingen HS147 (mikst)   | Lake Placid HS128 (mikst) | Lahti HS130 (duety) | Planica HS240 |
| Sezon 2024/2025                                                                 | Sezon 2024/2025 | Sezon 2024/2025 | -                              | 8                              | 7                       | -                         | -                         | -                   | -             |
| Legenda                                                                         |                 |                 |                                |                                |                         |                           |                           |                     |               |
| 1 2 3 4-8 poniżej 8 (Duety: 1 2 3 4-12 poniżej 12) - – zawodnik nie wystartował |                 |                 |                                |                                |                         |                           |                           |                     |               |

### Puchar Świata w lotach

#### Miejsca w klasyfikacji generalnej
| Sezon     | Miejsce |
| --------- | ------- |
| 2023/2024 | 19.     |
| 2024/2025 | 49.     |

### Turniej Czterech Skoczni

#### Miejsca w klasyfikacji generalnej
| Sezon     | Miejsce |
| --------- | ------- |
| 2022/2023 | 45.     |
| 2023/2024 | 39.     |

### Raw Air

#### Miejsca w klasyfikacji generalnej
| Sezon | Miejsce |
| ----- | ------- |
| 2023  | 52.     |
| 2024  | 28.     |
| 2025  | 53.     |

### Planica 7

#### Miejsca w klasyfikacji generalnej
| Sezon | Miejsce |
| ----- | ------- |
| 2023  | 39.     |
| 2024  | 13.     |

## Letnie Grand Prix

### Miejsca w klasyfikacji generalnej
| Sezon | Miejsce |
| ----- | ------- |
| 2024  | 55.     |

### Miejsca w poszczególnych konkursach indywidualnychLGP
stan po zakończeniu LGP 2024
| Źródło | Źródło           | Źródło        | Źródło        | Źródło      | Źródło      | Źródło          | Źródło          | Źródło            | Źródło | Źródło | Źródło | Źródło | Źródło | Źródło | Źródło | Źródło | Źródło | Źródło | Źródło | Źródło | Źródło | Źródło | Źródło | Źródło | Źródło | Źródło |
| --- | ---------------- | ------------- | ------------- | ----------- | ----------- | --------------- | --------------- | ----------------- | ------ | ------ | ------ | ------ | ------ | ------ | ------ | ------ | ------ | ------ | ------ | ------ | ------ | ------ | ------ | ------ | ------ | ------ |
| 2023 |                  |               |               |             |             |                 |                 |                   |        |        |        |        |        |        |        |        |        |        |        |        |        |        |        |        |        |        |
| Courchevel HS132 | Courchevel HS132 | Szczyrk HS104 | Szczyrk HS104 | Râșnov HS97 | Râșnov HS97 | Hinzenbach HS90 | Hinzenbach HS90 | Klingenthal HS140 | punkty |        |        |        |        |        |        |        |        |        |        |        |        |        |        |        |        |        |
| - | -                | 48            | 37            | -           | -           | -               | -               | -                 | 0      |        |        |        |        |        |        |        |        |        |        |        |        |        |        |        |        |        |
| 2024 |                  |               |               |             |             |                 |                 |                   |        |        |        |        |        |        |        |        |        |        |        |        |        |        |        |        |        |        |
| Courchevel HS132 | Courchevel HS132 | Wisła HS134   | Wisła HS134   | Râșnov HS97 | Râșnov HS97 | Hinzenbach HS90 | Hinzenbach HS90 | Klingenthal HS140 | punkty | punkty | punkty | punkty | punkty | punkty | punkty | punkty | punkty |        |        |        |        |        |        |        |        |        |
| - | -                | 18            | 22            | -           | -           | -               | -               | 35                | 22     | 22     | 22     | 22     | 22     | 22     | 22     | 22     | 22     |        |        |        |        |        |        |        |        |        |
| Legenda |                  |               |               |             |             |                 |                 |                   |        |        |        |        |        |        |        |        |        |        |        |        |        |        |        |        |        |        |
| 1 2 3 4-10 11-30 poniżej 30 dq – dyskwalifikacja q – dyskwalifikacja w kwalifikacjach q – zawodnik nie zakwalifikował się - – zawodnik nie wystartował |                  |               |               |             |             |                 |                 |                   |        |        |        |        |        |        |        |        |        |        |        |        |        |        |        |        |        |        |

### Miejsca w poszczególnych konkursach drużynowychLGP
stan po zakończeniu LGP 2024
| Źródło                              | Źródło | Źródło | Źródło | Źródło | Źródło | Źródło | Źródło | Źródło | Źródło                    |
| ----------------------------------- | ------ | ------ | ------ | ------ | ------ | ------ | ------ | ------ | ------------------------- |
| 2024                                | 2024   | 2024   | 2024   | 2024   | 2024   | 2024   | 2024   | 2024   | Klingenthal HS140 (mikst) |
| 2024                                | 2024   | 2024   | 2024   | 2024   | 2024   | 2024   | 2024   | 2024   | 9                         |
| Legenda                             |        |        |        |        |        |        |        |        |                           |
| 1 2 3 4-8 poniżej 8 - – brak startu |        |        |        |        |        |        |        |        |                           |

## Puchar Kontynentalny

### Miejsca w klasyfikacji generalnej
| Sezon     | Miejsce |
| --------- | ------- |
| 2021/2022 | 75.     |

### Miejsca w poszczególnych konkursachPucharu Kontynentalnego
stan po zakończeniu sezonu 2024/2025
| Sezon 2020/2021                                                               |                   |                 |                 |                 |                 |                 |                 |                  |                  |                 |                   |                     |                     |                     |                  |                  |                     |                     |                     |                     |                |                |                |                |                |        |        |        |        |        |        |        |        |        |        |        |        |        |        |        |        |        |        |        |        |        |        |        |        |        |        |        |        |        |        |        |        |        |        |        |        |        |        |        |
| Ruka HS142                                                                    | Ruka HS142        | Ruka HS142      | Engelberg HS140 | Engelberg HS140 | Innsbruck HS128 | Innsbruck HS128 | Willingen HS147 | Willingen HS147  | Willingen HS147  | Willingen HS147 | Klingenthal HS140 | Klingenthal HS140   | Brotterode HS117    | Brotterode HS117    | Zakopane HS140   | Zakopane HS140   | Czajkowskij HS140   | Czajkowskij HS140   | punkty              | punkty              | punkty         | punkty         | punkty         | punkty         | punkty         | punkty | punkty | punkty | punkty | punkty | punkty | punkty | punkty | punkty | punkty | punkty | punkty | punkty | punkty | punkty | punkty | punkty | punkty | punkty | punkty | punkty | punkty | punkty | punkty | punkty | punkty | punkty | punkty | punkty | punkty | punkty | punkty | punkty |        |        |        |        |        |        |
| -                                                                             | -                 | -               | -               | -               | dq              | 55              | -               | -                | -                | -               | -                 | -                   | -                   | -                   | -                | -                | -                   | -                   | 0                   | 0                   | 0              | 0              | 0              | 0              | 0              | 0      | 0      | 0      | 0      | 0      | 0      | 0      | 0      | 0      | 0      | 0      | 0      | 0      | 0      | 0      | 0      | 0      | 0      | 0      | 0      | 0      | 0      | 0      | 0      | 0      | 0      | 0      | 0      | 0      | 0      | 0      | 0      | 0      |        |        |        |        |        |        |
| Sezon 2021/2022                                                               |                   |                 |                 |                 |                 |                 |                 |                  |                  |                 |                   |                     |                     |                     |                  |                  |                     |                     |                     |                     |                |                |                |                |                |        |        |        |        |        |        |        |        |        |        |        |        |        |        |        |        |        |        |        |        |        |        |        |        |        |        |        |        |        |        |        |        |        |        |        |        |        |        |        |
| Zhangjiakou HS140                                                             | Zhangjiakou HS140 | Vikersund HS117 | Vikersund HS117 | Ruka HS142      | Ruka HS142      | Engelberg HS140 | Engelberg HS140 | Oberstdorf HS137 | Oberstdorf HS137 | Innsbruck HS128 | Innsbruck HS128   | Iron Mountain HS133 | Iron Mountain HS133 | Iron Mountain HS133 | Brotterode HS117 | Brotterode HS117 | Rena HS139          | Rena HS139          | Planica HS138       | Planica HS138       | Lahti HS130    | Lahti HS130    | Zakopane HS140 | Zakopane HS140 | Zakopane HS140 | punkty |        |        |        |        |        |        |        |        |        |        |        |        |        |        |        |        |        |        |        |        |        |        |        |        |        |        |        |        |        |        |        |        |        |        |        |        |        |        |
| 18                                                                            | 16                | 50              | 47              | -               | -               | -               | -               | 34               | 36               | 41              | 38                | 36                  | 34                  | 36                  | 53               | 50               | -                   | -                   | -                   | -                   | -              | -              | 35             | 35             | 38             | 28     |        |        |        |        |        |        |        |        |        |        |        |        |        |        |        |        |        |        |        |        |        |        |        |        |        |        |        |        |        |        |        |        |        |        |        |        |        |        |
| Sezon 2022/2023                                                               |                   |                 |                 |                 |                 |                 |                 |                  |                  |                 |                   |                     |                     |                     |                  |                  |                     |                     |                     |                     |                |                |                |                |                |        |        |        |        |        |        |        |        |        |        |        |        |        |        |        |        |        |        |        |        |        |        |        |        |        |        |        |        |        |        |        |        |        |        |        |        |        |        |        |
| Vikersund HS117                                                               | Vikersund HS117   | Ruka HS142      | Ruka HS142      | Engelberg HS140 | Engelberg HS140 | Planica HS138   | Planica HS138   | Sapporo HS137    | Sapporo HS137    | Sapporo HS137   | Eisenerz HS109    | Eisenerz HS109      | Klingenthal HS140   | Klingenthal HS140   | Rena HS139       | Rena HS139       | Iron Mountain HS133 | Iron Mountain HS133 | Iron Mountain HS133 | Iron Mountain HS133 | Zakopane HS140 | Zakopane HS140 | Lahti HS130    | Lahti HS130    | punkty         | punkty | punkty | punkty | punkty | punkty | punkty | punkty | punkty | punkty | punkty | punkty | punkty | punkty | punkty | punkty | punkty | punkty | punkty | punkty | punkty | punkty | punkty | punkty | punkty | punkty | punkty | punkty | punkty | punkty | punkty | punkty | punkty | punkty | punkty | punkty | punkty | punkty | punkty | punkty |
| 44                                                                            | 41                | -               | -               | -               | -               | -               | -               | -                | -                | -               | -                 | -                   | -                   | -                   | -                | -                | -                   | -                   | -                   | -                   | -              | -              | -              | -              | 0              | 0      | 0      | 0      | 0      | 0      | 0      | 0      | 0      | 0      | 0      | 0      | 0      | 0      | 0      | 0      | 0      | 0      | 0      | 0      | 0      | 0      | 0      | 0      | 0      | 0      | 0      | 0      | 0      | 0      | 0      | 0      | 0      | 0      | 0      | 0      | 0      | 0      | 0      | 0      |
| Legenda                                                                       |                   |                 |                 |                 |                 |                 |                 |                  |                  |                 |                   |                     |                     |                     |                  |                  |                     |                     |                     |                     |                |                |                |                |                |        |        |        |        |        |        |        |        |        |        |        |        |        |        |        |        |        |        |        |        |        |        |        |        |        |        |        |        |        |        |        |        |        |        |        |        |        |        |        |
| 1 2 3 4-10 11-30 poniżej 30 dq – dyskwalifikacja - – zawodnik nie wystartował |                   |                 |                 |                 |                 |                 |                 |                  |                  |                 |                   |                     |                     |                     |                  |                  |                     |                     |                     |                     |                |                |                |                |                |        |        |        |        |        |        |        |        |        |        |        |        |        |        |        |        |        |        |        |        |        |        |        |        |        |        |        |        |        |        |        |        |        |        |        |        |        |        |        |

## Letni Puchar Kontynentalny

### Miejsca w klasyfikacji generalnej
| Sezon | Miejsce |
| ----- | ------- |
| 2022  | 38.     |
| 2023  | 28.     |

### Miejsca w poszczególnych konkursachLetniego Pucharu Kontynentalnego
stan po zakończeniu LPK 2024
| Źródło                                                                        | Źródło            | Źródło         | Źródło         | Źródło            | Źródło            | Źródło              | Źródło              | Źródło            | Źródło     | Źródło            | Źródło            | Źródło | Źródło | Źródło | Źródło | Źródło | Źródło | Źródło | Źródło | Źródło | Źródło | Źródło | Źródło | Źródło | Źródło | Źródło |
| ----------------------------------------------------------------------------- | ----------------- | -------------- | -------------- | ----------------- | ----------------- | ------------------- | ------------------- | ----------------- | ---------- | ----------------- | ----------------- | ------ | ------ | ------ | ------ | ------ | ------ | ------ | ------ | ------ | ------ | ------ | ------ | ------ | ------ | ------ |
| 2021                                                                          |                   |                |                |                   |                   |                     |                     |                   |            |                   |                   |        |        |        |        |        |        |        |        |        |        |        |        |        |        |        |
| Kuopio HS127                                                                  | Kuopio HS127      | Frenštát HS106 | Frenštát HS106 | Râșnov HS97       | Râșnov HS97       | Bischofshofen HS142 | Bischofshofen HS142 | Oslo HS106        | Oslo HS106 | Klingenthal HS140 | Klingenthal HS140 | punkty |        |        |        |        |        |        |        |        |        |        |        |        |        |        |
| -                                                                             | -                 | 43             | 50             | 46                | 42                | 64                  | 61                  | -                 | -          | 60                | 60                | 0      |        |        |        |        |        |        |        |        |        |        |        |        |        |        |
| 2022                                                                          |                   |                |                |                   |                   |                     |                     |                   |            |                   |                   |        |        |        |        |        |        |        |        |        |        |        |        |        |        |        |
| Lillehammer HS140                                                             | Lillehammer HS140 | Stams HS115    | Stams HS115    | Klingenthal HS140 | Klingenthal HS140 | Lake Placid HS100   | Lake Placid HS128   | Lake Placid HS128 | punkty     | punkty            | punkty            | punkty | punkty | punkty | punkty | punkty | punkty |        |        |        |        |        |        |        |        |        |
| 50                                                                            | 49                | 26             | 50             | -                 | -                 | 22                  | 20                  | 14                | 43         | 43                | 43                | 43     | 43     | 43     | 43     | 43     | 43     |        |        |        |        |        |        |        |        |        |
| 2023                                                                          |                   |                |                |                   |                   |                     |                     |                   |            |                   |                   |        |        |        |        |        |        |        |        |        |        |        |        |        |        |        |
| Oslo HS106                                                                    | Oslo HS106        | Stams HS115    | Stams HS115    | Klingenthal HS140 | Klingenthal HS140 | Lake Placid HS128   | Lake Placid HS128   | Lake Placid HS128 | punkty     | punkty            | punkty            | punkty | punkty | punkty | punkty | punkty | punkty |        |        |        |        |        |        |        |        |        |
| -                                                                             | -                 | -              | -              | -                 | -                 | 12                  | 15                  | 17                | 52         | 52                | 52                | 52     | 52     | 52     | 52     | 52     | 52     |        |        |        |        |        |        |        |        |        |
| Legenda                                                                       |                   |                |                |                   |                   |                     |                     |                   |            |                   |                   |        |        |        |        |        |        |        |        |        |        |        |        |        |        |        |
| 1 2 3 4-10 11-30 poniżej 30 dq – dyskwalifikacja - − zawodnik nie wystartował |                   |                |                |                   |                   |                     |                     |                   |            |                   |                   |        |        |        |        |        |        |        |        |        |        |        |        |        |        |        |

## FIS Cup

### Miejsca w klasyfikacji generalnej
| Sezon     | Miejsce |
| --------- | ------- |
| 2020/2021 | 64.     |
| 2021/2022 | 103.    |

### Miejsca w poszczególnych konkursachFIS Cupu
stan po zakończeniu sezonu 2024/2025
| Źródło                                                                        | Źródło        | Źródło           | Źródło           | Źródło           | Źródło           | Źródło           | Źródło           | Źródło       | Źródło       | Źródło       | Źródło       | Źródło        | Źródło        | Źródło               | Źródło               | Źródło         | Źródło         | Źródło         | Źródło         | Źródło       | Źródło        | Źródło        | Źródło | Źródło | Źródło | Źródło | Źródło | Źródło | Źródło | Źródło | Źródło | Źródło | Źródło | Źródło | Źródło | Źródło | Źródło | Źródło | Źródło |        |
| ----------------------------------------------------------------------------- | ------------- | ---------------- | ---------------- | ---------------- | ---------------- | ---------------- | ---------------- | ------------ | ------------ | ------------ | ------------ | ------------- | ------------- | -------------------- | -------------------- | -------------- | -------------- | -------------- | -------------- | ------------ | ------------- | ------------- | ------ | ------ | ------ | ------ | ------ | ------ | ------ | ------ | ------ | ------ | ------ | ------ | ------ | ------ | ------ | ------ | ------ | ------ |
| Sezon 2019/2020                                                               |               |                  |                  |                  |                  |                  |                  |              |              |              |              |               |               |                      |                      |                |                |                |                |              |               |               |        |        |        |        |        |        |        |        |        |        |        |        |        |        |        |        |        |        |
| Szczyrk HS104                                                                 | Szczyrk HS104 | Szczuczyńsk HS99 | Szczuczyńsk HS99 | Ljubno HS94      | Ljubno HS94      | Pjongczang HS109 | Pjongczang HS109 | Râșnov HS97  | Râșnov HS97  | Villach HS98 | Villach HS98 | Notodden HS98 | Notodden HS98 | Oberwiesenthal HS105 | Oberwiesenthal HS105 | Zakopane HS140 | Zakopane HS140 | Rastbüchl HS78 | Rastbüchl HS78 | Villach HS98 | Villach HS98  | punkty        | punkty | punkty | punkty | punkty | punkty | punkty | punkty | punkty | punkty | punkty | punkty | punkty | punkty | punkty | punkty | punkty | punkty | punkty |
| -                                                                             | -             | -                | -                | 81               | 78               | -                | -                | -            | -            | -            | -            | 42            | 55            | 65                   | 67                   | -              | -              | 52             | 52             | -            | -             | 0             | 0      | 0      | 0      | 0      | 0      | 0      | 0      | 0      | 0      | 0      | 0      | 0      | 0      | 0      | 0      | 0      | 0      | 0      |
| Sezon 2020/2021                                                               |               |                  |                  |                  |                  |                  |                  |              |              |              |              |               |               |                      |                      |                |                |                |                |              |               |               |        |        |        |        |        |        |        |        |        |        |        |        |        |        |        |        |        |        |
| Râșnov HS97                                                                   | Râșnov HS97   | Kandersteg HS106 | Kandersteg HS106 | Zakopane HS140   | Zakopane HS140   | Szczyrk HS104    | Szczyrk HS104    | Lahti HS100  | Lahti HS100  | Villach HS98 | Villach HS98 | Oberhof HS100 | Oberhof HS100 | punkty               | punkty               | punkty         | punkty         | punkty         | punkty         | punkty       | punkty        | punkty        | punkty | punkty | punkty | punkty | punkty | punkty | punkty | punkty | punkty | punkty |        |        |        |        |        |        |        |        |
| 13                                                                            | 11            | -                | -                | 50               | 54               | -                | -                | 33           | 34           | -            | -            | -             | -             | 44                   | 44                   | 44             | 44             | 44             | 44             | 44           | 44            | 44            | 44     | 44     | 44     | 44     | 44     | 44     | 44     | 44     | 44     | 44     |        |        |        |        |        |        |        |        |
| Sezon 2021/2022                                                               |               |                  |                  |                  |                  |                  |                  |              |              |              |              |               |               |                      |                      |                |                |                |                |              |               |               |        |        |        |        |        |        |        |        |        |        |        |        |        |        |        |        |        |        |
| Otepää HS97                                                                   | Otepää HS97   | Kuopio HS100     | Kuopio HS127     | Einsiedeln HS117 | Einsiedeln HS117 | Ljubno HS94      | Ljubno HS94      | Villach HS98 | Villach HS98 | Lahti HS100  | Lahti HS100  | Falun HS100   | Falun HS100   | Kandersteg HS106     | Kandersteg HS106     | Notodden HS98  | Notodden HS98  | Zakopane HS105 | Villach HS98   | Villach HS98 | Oberhof HS100 | Oberhof HS100 | punkty |        |        |        |        |        |        |        |        |        |        |        |        |        |        |        |        |        |
| -                                                                             | -             | -                | -                | -                | -                | 43               | 50               | -            | -            | -            | -            | -             | -             | -                    | -                    | -              | -              | -              | 54             | 55           | 17            | 20            | 25     |        |        |        |        |        |        |        |        |        |        |        |        |        |        |        |        |        |
| Legenda                                                                       |               |                  |                  |                  |                  |                  |                  |              |              |              |              |               |               |                      |                      |                |                |                |                |              |               |               |        |        |        |        |        |        |        |        |        |        |        |        |        |        |        |        |        |        |
| 1 2 3 4-10 11-30 poniżej 30 dq – dyskwalifikacja - − zawodnik nie wystartował |               |                  |                  |                  |                  |                  |                  |              |              |              |              |               |               |                      |                      |                |                |                |                |              |               |               |        |        |        |        |        |        |        |        |        |        |        |        |        |        |        |        |        |        |